# Rosto
Rosto est un réalisateur, écrivain et musicien néerlandais, né le 14 février 1969 à Leeuwarden (Frise) et mort le 8 mars 2019.

## Biographie
Rosto commence à écrire des chansons en 1995 pour son groupe, Thee Wreckers. Il crée la même année le Studio Rosto A.D à Amsterdam qui produit ses films.
Sa première œuvre est un roman graphique, Mind My Gap, publié sur Internet entre 1998 et 2014. L'artiste réalise une trilogie de films inspirée de cet univers : Beheaded (1998), The Rise and Fall of the Legendary Anglobilly Feverson (2002) et Jona/Tomberry (2005).
En 2007, Rosto est président du jury du Festival international du court métrage de Clermont-Ferrand et en dessine l'affiche.
En 2008, il inaugure avec No Place Like Home une tétralogie de films autour de son groupe de rock, Thee Wreckers, suivi de Lonely Bones (2012, Grand prix du Festival international du film d'animation d'Ottawa 2013 et prix du jury du Festival international du film d'animation d'Hiroshima 2014) et Splintertime (2015).
En 2011 sort The Monster of Nix qui remporte le Prix de la Meilleure Musique Originale Sacem au Festival international du court métrage de Clermont-Ferrand. L'œuvre, qui a demandé près de six années de réalisation, est notamment doublée par Tom Waits et Terry Gilliam.
Il meurt le 8 mars 2019.
En 2020, il est annoncé que la société de production Autour de minuit produira Spitsbergen et Return to Nix, un spin-off de Monster of Nix, sur lesquels travaillait Rosto avant sa mort, avec sa femme, l'animatrice britannique Suzie Templeton, à la réalisation.

## Publication

### Roman graphique
- 1998-2014 : Mind My Gap

## Filmographie
- 1999 : Beheaded
- 2002 : The Rise and Fall of the Legendary Anglobilly Feverson
- 2005 : Jona/Tomberry
- 2006 : Big White/Big Black
- 2008 : No Place Like Home
- 2011 : Le Monstre de Nix (The Monster of Nix)
- 2012 : The Evil Wicked Whale
- 2013 : Lonely Bones
- 2015 : Splintertime
- 2018 : Reruns

## Distinctions
Sources : IMDb (sauf précisions)

### Récompenses
- 2002 : Festival du film fantastique d'Amsterdam : Grand Prix du court-métrage fantastique européen en argent pour The Rise and Fall of the Legendary Anglobilly Feverson
- 2005 : Festival de Cannes : Prix Canal+ pour Jona/Tomberry
- 2012 : Festival international du court métrage de Clermont-Ferrand : Prix de la Meilleure Musique Originale Sacem pour The Monster of Nix[10]
- 2013 : Festival international du film d'animation d'Annecy : Prix de la Meilleure Musique Originale Sacem pour Lonely Bones[11]
- 2013 : Festival international du film d'animation d'Ottawa : Grand prix pour Lonely Bones[12]
- 2014 : Festival international du film d'animation d'Hiroshima : Prix du jury pour Lonely Bones

### Nominations
- 2003 : Cinénygma - Luxembourg International Film Festival : Grand Prix du court-métrage fantastique européen en or pour The Rise and Fall of the Legendary Anglobilly Feverson
- 2005 : Festival du cinéma néerlandais d'Utrecht : Gouden Kalf pour Jona/Tomberry
- 2005 : Festival international du film d'animation d'Annecy : Cristal du court-métrage pour Jona/Tomberry
- 2011 : Festival international du film d'animation d'Annecy : Cristal du court-métrage pour The Monster of Nix
- 2013 : Festival international du film d'animation d'Annecy : Cristal du court-métrage pour Lonely Bones
- 2014 : Fantasporto : Prix International du film fantastique catégorie court-métrage pour Lonely Bones
- 2014 : Festival international du film d'animation d'Hiroshima : Grand prix pour Lonely Bones